# Квернеланн, Оле
Оле Габриель Габриельсен Квернеланн (норв. Ole Gabriel Gabrielsen Kverneland; 29 мая 1854, Кверналанн, Тиме, Ругаланн, Объединённые королевства Швеция и Норвегия — 11 августа 1941, Фрёйланд, Тиме, Ругаланн, Норвегия) — норвежский предприниматель и фабрикант, Кавалер I класса Ордена Святого Олафа.

## Биография

### Молодые годы и семья
Оле Квернеланн родился 29 мая 1854 года в селе Кверналанн в Тиме. Он стал вторым по счёту ребёнком среди двенадцати братьев и сестер в семье фермера и кузнеца Габриеля Олсена Квернеланна (21 марта 1807 — 14 июля 1889) и Марты Расмусдоттир (1811 — 9 июня 1904), поженившихся 2 декабря 1832 года в Боре-кирке.
11 апреля 1876 года в Тиме-кирке Оле женился на Серине Ларсдаттер Скьельсет, но она умерла в 1879 году. У них родилась одна дочь. 19 октября 1880 года в той же кирке Оле взял себе в жёны Анну Малену Однесдаттер Осланд. У них было 13 детей.

### Работа и карьера
После окончания начальной школы, в 1870 году Оле поступил в сельскохозяйственную школу Адольфа Будде в Аустротте и Хёйланде, где развил своё кузнечное мастерство. В 1874 году он получил грант и на эти средства посетил Данию и Швецию, в дополнение к поездкам по Норвегии. Особенное впечатление на него произвёл автоматический молот, установленный на заводе в Эскильстуне.
В 1879 году Оле построил небольшую кузницу в родном селе Кверналанн, в 25 км от Ставангера. Позже она разрослась до завода под названием «Kverneland Fabrikk». Он был расположен во Фрёйланде рядом с озером Фрёйландсватнет, и использовал для работы водопад Фрёйландсон. Основными видами продукции были косы, серпы и плуги, причём Оле сконструировал собственный водяной рессорный молот, повзоливший увеличить объёмы производства до 8 тысяч кос в год, что дало ему преимущество по сравнению с другими фабрикантами, использовавшими традиционные ручные методы производства. За год до запуска завода, в 1878 году была открыта железнодорожная линия Лерен, и для того чтобы достичь станции Клепп нужно было пересекать озеро на лодке. Помимо завода, Квернеланн также управлял местным почтовым отделением. В 1894 году Оле передал управление заводом своей семье, в результате чего была создана компания с ограниченной ответственностью. Около 1905 года компания постепенно начала расширяться, став в 1920-е годы крупнейшим производителем плугов в Норвегии, в 1928 году — выпустившей свой первый трактор. В итоге было создано объединение «Kverneland Group», позже вошедшее в число ведущих мировых компаний-производителей сельскохозяйственной техники.
В то же время, Квернеланн активно участвовал в развитии района и местной политике. Он был избран в муниципальный совет Тиме, стал одним из основателей местного сберегательного банка — «Time sparebank», и был председателем строительного комитета местного электроснабжения «Jæderens Skogplantingsselskap». В 1938 году Оле Квернеланн стал Кавалером Ордена Святого Олафа I класса.
Оле Квернеланн скончался 11 августа 1941 года в возрасте 87 лет во Фрёйланде, Тиме, Ругаланн, Норвегия.